# راسل گرین (بازیکن فوتبال)
راسل گرین (انگلیسی: Russell Green; ۱۳ اوت ۱۹۳۳ – ۲۱ آوریل ۲۰۱۲) بازیکن فوتبال اهل بریتانیا بود.
از باشگاه‌هایی که در آن بازی کرده‌است می‌توان به باشگاه فوتبال لینکولن سیتی، باشگاه فوتبال کوربی تاون، و باشگاه فوتبال گینزبورو ترینیتی اشاره کرد.